# Escolas de teoria literária
Desde os gregos se estudava literatura e os aspectos inerentes a ela. Platão, na República, e especialmente Aristóteles, na Poética, dedicaram-se a tais investigações e são hoje fonte primeira da teoria da literatura. Essa, entretanto, com o nome e a função da moderna teoria literária, passaria por um longo processo de formação e, para muitos teóricos, só aparece no começo do século XX, com o neocrítica de um lado e o formalismo russo de outro.
O movimento que surgiria com o neocriticismo norte-americano e o formalismo russo é de rompimento com a noção de que a literatura só pode ser analisada sob o prisma de outra ciência. Os novos estudiosos querem uma análise imanentista da literatura, uma análise dos sons e ritmos dos versos, das estruturas narrativas da prosa, enfim, de aspectos estritamente literários.
Algumas escolas da teoria literária:
- Neocrítica
- Formalismo russo
- Estruturalismo francês
- Fenomenologia
- Correntes marxistas